# 정용기 (1962년)
정용기(鄭容起, 1962년 6월 1일~)는 대한민국의 정치인이다. 대덕구청장을 역임했으며 제19·20대 국회의원이다.

## 개요
1962년 충청북도 옥천군 안남면에서 태어났다. 옥천안남국민학교, 충남중학교, 대전고등학교를 졸업하였다. 이후 경찰대학에 입학하였다가 재학 시절 이념서클을 만들었다는 이유로 물의를 빚자 학교를 그만두었다. 이후 다시 연세대학교 사회과학대학 정치외교학과에 입학하였다. 연세대학교 졸업 이후 민주자유당 당료 공채에 합격하여 정치에 입문하였다. 2006년 제4회 전국동시지방선거, 2010년 제5회 전국동시지방선거에서 한나라당 후보로 대전광역시 대덕구청장 선거에 출마하여 당선되었다. 이후 2014년 상반기 재보궐선거에서 새누리당 후보로 대전광역시 대덕구 선거구에 출마하여 당선되었다. 2016년 제20대 국회의원 선거에서는 새누리당 후보로 같은 선거구에 출마하여 당선되었다.

## 학력
- 1975년 대전신흥초등학교 졸업
- 1978년 충남중학교 졸업
- 1981년 대전고등학교 졸업
- 1983년 경찰대학 행정학과 중퇴 (2008년 경찰대학 명예 학사 졸업)
- 1990년 연세대학교 사회과학대학 정치외교학 학사

## 경력
- 1992년 민주자유당 중앙사무처 공채1기 당직자
- 1993년 민주자유당 원내총무 보좌
- 1997년 신한국당 사무총장 보좌
- 2002년 제16대 대통령 선거 한나라당 이회창 대통령 후보 보좌역
- 2003년 한나라당 과학기술정보통신위원회 부위원장
- 2003년~2004년 한나라당 대전광역시 지부 대덕구 지구당위원장
- 한나라당 행정자치심의위원회 위원
- 서울도시개발공사 사외이사
- 한나라당 지방자치지도위원회 위원
- 2004년~2006년 한나라당 대전광역시당 대덕구 당원협의회 위원장
- 2006년 5월 31일: 제4회 전국동시지방선거 당선(민선 4기, 대전광역시 대덕구청장, 한나라당, 초선)
- 2010년 6월 2일: 제5회 전국동시지방선거 당선(민선 5기, 대전광역시 대덕구청장, 한나라당, 재선)
- 2006년 7월~2014년 3월 제9·10대 대전광역시 대덕구청장(민선 4·5기, 한나라당→새누리당, 재선)
- 2012년 2월~2017년 2월 새누리당
- 2014년 7월 30일: 2014년 상반기 재보궐선거(대전 대덕구, 새누리당, 초선)
- 2014년 7월~2016년 5월 제19대 국회의원(대전 대덕구, 새누리당, 초선)
  - 2014년 8월~2016년 5월 제19대 국회 후반기 안전행정위원회 위원
  - 2015년 6월~2016년 5월 제19대 국회 후반기 예산결산특별위원회 위원
- 2014년 4월~2014년 5월: 제6회 전국동시지방선거 대전광역시장 새누리당 예비후보
- 2014년 8월~2017년 2월: 새누리당 대전광역시당 대덕구 당원협의회 위원장
- 2015년 7월~2016년 8월: 새누리당 대전광역시당 위원장
- 2016년 4월 13일: 대한민국 제20대 국회의원 선거 당선(대전 대덕구, 새누리당, 재선)
- 2016년 5월~2020년 5월: 제20대 국회의원(대전 대덕구, 새누리당→자유한국당→미래통합당, 재선)
  - 2016년 6월~2018년 5월: 제20대 국회 전반기 윤리특별위원회 위원
  - 2016년 6월~2018년 5월: 제20대 국회 전반기 국토교통위원회 위원
  - 2016년 12월~2017년 12월: 제20대 국회 전반기 헌법개정특별위원회 위원
  - 2018년 7월~2018년 12월: 제20대 후반기 과학기술정보방송통신위원회 간사
  - 2019년 7월~2020년 5월: 제20대 국회 후반기 예산결산특별위원회 위원
- 2016년 12월~2017년 2월: 새누리당 원내수석대변인
- 2017년 2월~2020년 2월: 자유한국당
- 2017년 2월~2018년 2월: 자유한국당 대전광역시당 대덕구 당원협의회 위원장
- 2017년 2월~2017년 12월: 자유한국당 원내부대표
- 2018년 12월~2019년 12월: 자유한국당 정책위원회 의장
- 2018년 12월~2020년 2월: 자유한국당 대전광역시당 대덕구 당원협의회 위원장
- 2018년 12월~2019년 2월: 자유한국당 혁신비상대책위원
- 2018년 12월: 자유한국당 재앙적 탈원전 저지 및 신한울 3,4호기 건설 재개 특별위원회 공동위원장
- 2019년 2월: 자유한국당 최고위원
- 2019년 6월~2019년 9월: 자유한국당 2020 경제대전환 위원회 위원장
- 2019년 9월: 자유한국당 저스티스 리그 이사회 공동위원장
- 2020년 2월~2020년 9월: 미래통합당 대전광역시당 대덕구 당원협의회 위원장
- 2020년 9월~2022년 11월: 국민의힘 대전광역시당 대덕구 당원협의회 위원장
- 2021년 8월~2021년 11월: 제20대 대통령 선거 국민의힘 윤석열 대통령 경선후보 국민캠프 조직본부 특보단 상임정무특보
- 2021년 12월~2022년 1월: 제20대 대통령 선거 국민의힘 윤석열 대통령 후보 선거대책위원회 조직총괄본부 부본부장
- 2021년 12월~2022년 3월: 제20대 대통령 선거 국민의힘 대전을 살리는 선거대책위원회 선거대책위원장단 공동선거대책위원장
- 2022년 1월~2022년 3월: 제20대 대통령 선거 국민의힘 윤석열 대통령 후보 선거대책본부 조직본부 부본부장
- 2022년 4월~2022년 5월: 제8회 전국동시지방선거 대전광역시장 국민의힘 예비후보
- 자유와 공정 포럼 정책위의장
- 2022년 11월~: 제12대 한국지역난방공사 사장

## 대덕구정
정용기의 대덕구청장 임기 동안 대덕구는 2008년, 2009년, 2010년 전국 최우수 평생학습도시 3연패의 쾌거를 이뤘다. 또한 2009년 안전도시 시범 자치단체로 선정된 대덕구는 2010 안전부문 도시대상, 2012년 어린이 안전대상 본상, 2013 재난관리 전국 최우수기관으로 선정되었으며, 2013 안전문화대상 대통령상을 수여하였다. 2009년 대전 대덕구는 대전·충남 자치단체 중 유일하게 건강하고, 지속 가능한 로하스(LOHAS)·녹색도시로 인정받았으며, 대통령직속 녹색성장위원회가 주최하고, 행정안전부와 지식경제부, 환경부에서 후원한 2010 생생도시(EcoRich City) 대통령표창을 수여받은 바 있다.

## 논란

### 국회 본회의장에서 취업청탁
국회 본회의장에서 모바일 문자메시지로 지인의 사위와 딸의 취업 부탁을 받고 취업청탁을 하는 장면이 언론사의 카메라에 잡혀 논란이 되고있다. 이에 정용기 의원측은 부탁을 한것은 인정하지만 대상이 피감기관이나 공공기관이 아니기 때문에 갑질이라는 생각은 하지 않았다고 해명하였다.

### 김정은이 문재인보다 더 나은 지도자 발언 논란
충남 천안시 우정공무원교육원에서 열린 제4차 국회의원·당협위원장 연석회의에서 북한이 하노이 북미 정상회담 실무협상을 맡았던 김혁철 국미위원회 대미 특별대표와 외무성 실무자들을 숙청했다는 보도에 대해 자유한국당 정용기 정책위의장은 “김정은 북한 국무위원장이 문재인 대통령보다 지도부로서 더 낫다”고 발언하여 논란이 됐다.

## 역대 선거 결과
|  | 13.77% |

|  | 38.74% |

|  | 33.75% |

|  | 57.41% |

|  | 45.46% |

|  | 46.24% |

## 소속 정당
| 소속 정당 | 소속 정당  | 소속 기간 | 비고      |
| --------- | ---------- | --------- | --------- |
|           | 민주자유당 | 1991~1995 | 정계 입문 |
|           | 신한국당   | 1995~1997 | 당명 변경 |
|           | 한나라당   | 1997~2012 | 합당      |
|           | 새누리당   | 2012~2017 | 당명 변경 |
|           | 자유한국당 | 2017~2020 | 당명 변경 |
|           | 미래통합당 | 2020      | 합당      |
|           | 국민의힘   | 2020~현재 | 당명 변경 |

## 같이 보기
- 대덕구 (선거구)
- 대전 대덕구의 국회의원
- 대덕구청장